# مائورینیو (بازیکن فوتبال)
مائورو رافائل (به پرتغالی: Mauro Raphael) معروف به مائورینیو (Maurinho) بازیکن فوتبال در پست مهاجم اهل برزیل است که در شهر Araraquara و در تاریخ ۶ ژوئن ۱۹۳۳ به دنیا آمده‌است.

## باشگاهی
مائورینیو در تیم‌های فوتبال سائوپائولو، Fluminense، بوکا جونیورز، واسکو دوگاما، سابقهٔ حضور دارد.

## تیم ملی
وی همچنین در تیم ملی فوتبال برزیل بازی کرده است.